# Handball-Weltmeisterschaft der Männer 2011/Gruppe I
Dies sind die Spielergebnisse der Gruppe I der Handball-Weltmeisterschaft der Herren 2011.
| 22. Januar 2011 | 22. Januar 2011 | 22. Januar 2011 | 22. Januar 2011 | 22. Januar 2011 |
| --------------- | --- | --- | --- | --- |
| 16:15 Uhr       | Spanien | – | Norwegen | 32:27 (15:12) |
| Tore:           | R. Entrerrios (3), Canellas (3), Rodriguez (1), Romero (7/6), A. Entrerrios (1), Gurbindo Martinez (3), Morros de Argila (1), Rocas (2), R. Garcia (2), Ugalde (3), Garcia (1), Garabaya (1), Aguinagalde (4) – Lund (2), E. L. Hansen (6), Rambo (4), Mamelund (2), Tvedten (5), Myrhol (8)                                                                | R. Entrerrios (3), Canellas (3), Rodriguez (1), Romero (7/6), A. Entrerrios (1), Gurbindo Martinez (3), Morros de Argila (1), Rocas (2), R. Garcia (2), Ugalde (3), Garcia (1), Garabaya (1), Aguinagalde (4) – Lund (2), E. L. Hansen (6), Rambo (4), Mamelund (2), Tvedten (5), Myrhol (8)                                                                | R. Entrerrios (3), Canellas (3), Rodriguez (1), Romero (7/6), A. Entrerrios (1), Gurbindo Martinez (3), Morros de Argila (1), Rocas (2), R. Garcia (2), Ugalde (3), Garcia (1), Garabaya (1), Aguinagalde (4) – Lund (2), E. L. Hansen (6), Rambo (4), Mamelund (2), Tvedten (5), Myrhol (8)                                                                | R. Entrerrios (3), Canellas (3), Rodriguez (1), Romero (7/6), A. Entrerrios (1), Gurbindo Martinez (3), Morros de Argila (1), Rocas (2), R. Garcia (2), Ugalde (3), Garcia (1), Garabaya (1), Aguinagalde (4) – Lund (2), E. L. Hansen (6), Rambo (4), Mamelund (2), Tvedten (5), Myrhol (8)                                                                |
|                 | Jönköping – 5451 Zuschauer – Schiedsrichter: Stark / Stefan (Rumänien) | | | |
| 18:30 Uhr       | Deutschland | – | Island | 27:24 (15:13) |
| Tore:           | Glandorf (4), Kraus (4/2), Hens (2), Haaß (1), Pfahl (3), Sprenger (5), Klein (3), Preiß (5) – Atlason (4), Palmarsson (2), Stefansson (4/2), G.V. Sigurdsson (2), Petersson (7), R. Gunnarsson (5) | Glandorf (4), Kraus (4/2), Hens (2), Haaß (1), Pfahl (3), Sprenger (5), Klein (3), Preiß (5) – Atlason (4), Palmarsson (2), Stefansson (4/2), G.V. Sigurdsson (2), Petersson (7), R. Gunnarsson (5) | Glandorf (4), Kraus (4/2), Hens (2), Haaß (1), Pfahl (3), Sprenger (5), Klein (3), Preiß (5) – Atlason (4), Palmarsson (2), Stefansson (4/2), G.V. Sigurdsson (2), Petersson (7), R. Gunnarsson (5) | Glandorf (4), Kraus (4/2), Hens (2), Haaß (1), Pfahl (3), Sprenger (5), Klein (3), Preiß (5) – Atlason (4), Palmarsson (2), Stefansson (4/2), G.V. Sigurdsson (2), Petersson (7), R. Gunnarsson (5) |
|                 | Jönköping – 5670 Zuschauer – Schiedsrichter: Nikolic / Stojkovic (Serbien) | | | |
| 20:45 Uhr       | Frankreich | – | Ungarn | 37:24 (18:11) |
| Tore:           | B. Gille (4), Fernandez (5), Junillon (2), Bingo (1), Accambray (7), Roine (4), Karabatić (7), Abalo (3), Guigou (1), Honrubia (2/1), Sorhaindo (1) – Csaszar (3), Mocsai (7), Katzirz (2), K. Nagy (2), Lekai (1), Ilyes (4), G. Ivancsik (1), Török (1), Harsanyi (2) Gal (1)                                                                             | B. Gille (4), Fernandez (5), Junillon (2), Bingo (1), Accambray (7), Roine (4), Karabatić (7), Abalo (3), Guigou (1), Honrubia (2/1), Sorhaindo (1) – Csaszar (3), Mocsai (7), Katzirz (2), K. Nagy (2), Lekai (1), Ilyes (4), G. Ivancsik (1), Török (1), Harsanyi (2) Gal (1)                                                                             | B. Gille (4), Fernandez (5), Junillon (2), Bingo (1), Accambray (7), Roine (4), Karabatić (7), Abalo (3), Guigou (1), Honrubia (2/1), Sorhaindo (1) – Csaszar (3), Mocsai (7), Katzirz (2), K. Nagy (2), Lekai (1), Ilyes (4), G. Ivancsik (1), Török (1), Harsanyi (2) Gal (1)                                                                             | B. Gille (4), Fernandez (5), Junillon (2), Bingo (1), Accambray (7), Roine (4), Karabatić (7), Abalo (3), Guigou (1), Honrubia (2/1), Sorhaindo (1) – Csaszar (3), Mocsai (7), Katzirz (2), K. Nagy (2), Lekai (1), Ilyes (4), G. Ivancsik (1), Török (1), Harsanyi (2) Gal (1)                                                                             |
|                 | Jönköping – 2393 Zuschauer – Schiedsrichter: Krstic / Ljubic (Slowenien) | | | |
| 24. Januar 2011 | | | | |
| 16:00 Uhr       | Island | – | Spanien | 24:32 (10:20) |
| Tore:           | Atlason (1), Palmarsson (4), Ingimundarson (2), Stefansson (3), Gudjonsson (3/1), G.V. Sigurdsson (3), Petersson (5), Jakobsson (1), Svarvarsson (1), R. Gunnarsson (1) – Gurbindo Martinez (6), A. Entrerrios (5), R. Entrerrios (6), Canellas (1), Rodriguez (1), Morros de Argila (1), Rocas (2), R. Garcia (1), Garcia (4), Ugalde (1), Aguinagalde (4) | Atlason (1), Palmarsson (4), Ingimundarson (2), Stefansson (3), Gudjonsson (3/1), G.V. Sigurdsson (3), Petersson (5), Jakobsson (1), Svarvarsson (1), R. Gunnarsson (1) – Gurbindo Martinez (6), A. Entrerrios (5), R. Entrerrios (6), Canellas (1), Rodriguez (1), Morros de Argila (1), Rocas (2), R. Garcia (1), Garcia (4), Ugalde (1), Aguinagalde (4) | Atlason (1), Palmarsson (4), Ingimundarson (2), Stefansson (3), Gudjonsson (3/1), G.V. Sigurdsson (3), Petersson (5), Jakobsson (1), Svarvarsson (1), R. Gunnarsson (1) – Gurbindo Martinez (6), A. Entrerrios (5), R. Entrerrios (6), Canellas (1), Rodriguez (1), Morros de Argila (1), Rocas (2), R. Garcia (1), Garcia (4), Ugalde (1), Aguinagalde (4) | Atlason (1), Palmarsson (4), Ingimundarson (2), Stefansson (3), Gudjonsson (3/1), G.V. Sigurdsson (3), Petersson (5), Jakobsson (1), Svarvarsson (1), R. Gunnarsson (1) – Gurbindo Martinez (6), A. Entrerrios (5), R. Entrerrios (6), Canellas (1), Rodriguez (1), Morros de Argila (1), Rocas (2), R. Garcia (1), Garcia (4), Ugalde (1), Aguinagalde (4) |
|                 | Jönköping – 3922 Zuschauer – Schiedsrichter: Kristic / Ljubic (Slowenien) | | | |
| 18:15 Uhr       | Ungarn | – | Deutschland | 27:25 (10:12) |
| Tore:           | Csaszar (2), Mocsai (4), Ilyes (2), Harsanyi (3/3), G. Ivancsik (5/1), T. Ivancsik (5), Zubai (1) – Pfahl (2), Kaufmann (5), Kraus (4/3), Glandorf (4), Haaß (1), Sprenger (2), Groetzki (1), Gensheimer (3), Heinl (1), Preiß (2) | Csaszar (2), Mocsai (4), Ilyes (2), Harsanyi (3/3), G. Ivancsik (5/1), T. Ivancsik (5), Zubai (1) – Pfahl (2), Kaufmann (5), Kraus (4/3), Glandorf (4), Haaß (1), Sprenger (2), Groetzki (1), Gensheimer (3), Heinl (1), Preiß (2) | Csaszar (2), Mocsai (4), Ilyes (2), Harsanyi (3/3), G. Ivancsik (5/1), T. Ivancsik (5), Zubai (1) – Pfahl (2), Kaufmann (5), Kraus (4/3), Glandorf (4), Haaß (1), Sprenger (2), Groetzki (1), Gensheimer (3), Heinl (1), Preiß (2) | Csaszar (2), Mocsai (4), Ilyes (2), Harsanyi (3/3), G. Ivancsik (5/1), T. Ivancsik (5), Zubai (1) – Pfahl (2), Kaufmann (5), Kraus (4/3), Glandorf (4), Haaß (1), Sprenger (2), Groetzki (1), Gensheimer (3), Heinl (1), Preiß (2) |
|                 | Jönköping – 3963 Zuschauer – Schiedsrichter: Olesen / Ejby Pedersen (Dänemark) | | | |
| 20:30 Uhr       | Norwegen | – | Frankreich | 26:31 (14:17) |
| Tore:           | Lund (1), Rambo (2), E. L. Hansen (8/1), Kjelling (2), Samdahl (3), Tvedten (1), Björnsen (2), Koren (3), Myrhol (3), Löke (1) – B. Gille (5), Joli (2/1), Fernandez (3), Junillon (2), Accambray (5), Karabatić (3), Abalo (5), Honrubia (4), Sorhaindo (2)                                                                                                | Lund (1), Rambo (2), E. L. Hansen (8/1), Kjelling (2), Samdahl (3), Tvedten (1), Björnsen (2), Koren (3), Myrhol (3), Löke (1) – B. Gille (5), Joli (2/1), Fernandez (3), Junillon (2), Accambray (5), Karabatić (3), Abalo (5), Honrubia (4), Sorhaindo (2)                                                                                                | Lund (1), Rambo (2), E. L. Hansen (8/1), Kjelling (2), Samdahl (3), Tvedten (1), Björnsen (2), Koren (3), Myrhol (3), Löke (1) – B. Gille (5), Joli (2/1), Fernandez (3), Junillon (2), Accambray (5), Karabatić (3), Abalo (5), Honrubia (4), Sorhaindo (2)                                                                                                | Lund (1), Rambo (2), E. L. Hansen (8/1), Kjelling (2), Samdahl (3), Tvedten (1), Björnsen (2), Koren (3), Myrhol (3), Löke (1) – B. Gille (5), Joli (2/1), Fernandez (3), Junillon (2), Accambray (5), Karabatić (3), Abalo (5), Honrubia (4), Sorhaindo (2)                                                                                                |
|                 | Jönköping – 3947 Zuschauer – Schiedsrichter: Menezes / Aparecdio Pinto (Brasilien) | | | |
| 25. Januar 2011 | | | | |
| 16:15 Uhr       | Deutschland | – | Norwegen | 25:35 (13:17) |
| Tore:           | Hens (1), Pfahl (4), Preiss (2), Glandorf (4), Kraus (6/1), Sprenger (4), Kaufmann (4) – Myrhol (7), Tvedten (8/4), Mamelund (1), Rambo (7), Hansen (3), Kjelling (3), Koren (2), Paulsen (4) | Hens (1), Pfahl (4), Preiss (2), Glandorf (4), Kraus (6/1), Sprenger (4), Kaufmann (4) – Myrhol (7), Tvedten (8/4), Mamelund (1), Rambo (7), Hansen (3), Kjelling (3), Koren (2), Paulsen (4) | Hens (1), Pfahl (4), Preiss (2), Glandorf (4), Kraus (6/1), Sprenger (4), Kaufmann (4) – Myrhol (7), Tvedten (8/4), Mamelund (1), Rambo (7), Hansen (3), Kjelling (3), Koren (2), Paulsen (4) | Hens (1), Pfahl (4), Preiss (2), Glandorf (4), Kraus (6/1), Sprenger (4), Kaufmann (4) – Myrhol (7), Tvedten (8/4), Mamelund (1), Rambo (7), Hansen (3), Kjelling (3), Koren (2), Paulsen (4) |
|                 | Jönköping – 4205 Zuschauer – Schiedsrichter: Stark / Ştefan (Rumänien) | | | |
| 18:30 Uhr       | Spanien | – | Ungarn | 30:24 (13:13) |
| Tore:           | Maqueda (1), R. Entrerrios (2), Canellas (3), Romero (9/4), Morros de Argila (3), Rocas (3), Garcia (2), Ugalde (3), Garabaya (2), Aguinagalde (2) – Csaszar (4), Lekai (4), Katzirz (1), Mocsai (2), Ilyes (2), Gulyas (1), G. Ivancsik (1), T. Ivancsik (3), Zubai (5)                                                                                    | Maqueda (1), R. Entrerrios (2), Canellas (3), Romero (9/4), Morros de Argila (3), Rocas (3), Garcia (2), Ugalde (3), Garabaya (2), Aguinagalde (2) – Csaszar (4), Lekai (4), Katzirz (1), Mocsai (2), Ilyes (2), Gulyas (1), G. Ivancsik (1), T. Ivancsik (3), Zubai (5)                                                                                    | Maqueda (1), R. Entrerrios (2), Canellas (3), Romero (9/4), Morros de Argila (3), Rocas (3), Garcia (2), Ugalde (3), Garabaya (2), Aguinagalde (2) – Csaszar (4), Lekai (4), Katzirz (1), Mocsai (2), Ilyes (2), Gulyas (1), G. Ivancsik (1), T. Ivancsik (3), Zubai (5)                                                                                    | Maqueda (1), R. Entrerrios (2), Canellas (3), Romero (9/4), Morros de Argila (3), Rocas (3), Garcia (2), Ugalde (3), Garabaya (2), Aguinagalde (2) – Csaszar (4), Lekai (4), Katzirz (1), Mocsai (2), Ilyes (2), Gulyas (1), G. Ivancsik (1), T. Ivancsik (3), Zubai (5)                                                                                    |
|                 | Jönköping – 4236 Zuschauer – Schiedsrichter: Canbro / Claesson (Schweden) | | | |
| 20:30 Uhr       | Frankreich | – | Island | 34:28 (16:13) |
| Tore:           | B. Gille (3), Fernandez (4), Accambray (4), Karabatić (7), Abalo (3), Honrubia (2), Guigou (3/2), Barachet (6), Sorhaindo (2) – Sveinsson (1), Gudjonsson (2/1), Atlason (1), Hallgrimsson (1), Palmarsson (3), Petersson (6), G.V. Sigurdsson (3), Olafsson (3/1), R. Gunnarsson (5), Svarvarsson (3)                                                      | B. Gille (3), Fernandez (4), Accambray (4), Karabatić (7), Abalo (3), Honrubia (2), Guigou (3/2), Barachet (6), Sorhaindo (2) – Sveinsson (1), Gudjonsson (2/1), Atlason (1), Hallgrimsson (1), Palmarsson (3), Petersson (6), G.V. Sigurdsson (3), Olafsson (3/1), R. Gunnarsson (5), Svarvarsson (3)                                                      | B. Gille (3), Fernandez (4), Accambray (4), Karabatić (7), Abalo (3), Honrubia (2), Guigou (3/2), Barachet (6), Sorhaindo (2) – Sveinsson (1), Gudjonsson (2/1), Atlason (1), Hallgrimsson (1), Palmarsson (3), Petersson (6), G.V. Sigurdsson (3), Olafsson (3/1), R. Gunnarsson (5), Svarvarsson (3)                                                      | B. Gille (3), Fernandez (4), Accambray (4), Karabatić (7), Abalo (3), Honrubia (2), Guigou (3/2), Barachet (6), Sorhaindo (2) – Sveinsson (1), Gudjonsson (2/1), Atlason (1), Hallgrimsson (1), Palmarsson (3), Petersson (6), G.V. Sigurdsson (3), Olafsson (3/1), R. Gunnarsson (5), Svarvarsson (3)                                                      |
|                 | Jönköping – 4258 Zuschauer – Schiedsrichter: Načevski / Nikolov (Mazedonien) | | | |